# Romelsön
Romelsön är den näst största ön i Skellefteå kommuns skärgård. Ön ägs av Piteå kommun, eftersom drottning Kristina gav Romelsön och tillhörande fiskerätt till Piteå stad 1652. Ön är ett populärt utflyktsmål och sommartid går sjötaxi dit.

## Historia
Under vikingatiden var Romelsön befolkad och ett viktigt centrum för fiske och säljakt. Man har gjort arkeologiska fynd så som  husgrunder, ett bältesbeslag och en stenlabyrint från denna tidsperiod. Ön gick under åtminstone 1500-talet under namnet Rumholsöijarne. Av Gustav Vasas jordabok från 1543 framgår att ön då ägdes av bönderna i Ostvik.

## Natur
Ön är cirka 4,5 kilometer lång och vid det  bredaste stället är den 1,9 kilometer. Den högsta punkten når ca 30 meter över havet. Den variationsrika naturen på ön består av  sandstränder, klapperstensfält, klipphällar, hällmarkstallskog, kustgranskog och sju sjöar och tjärnar. År 2003 fanns ett 10-tal sommarstugor på öns nordvästra sida, och på dess sydvästra sida glesa, grova och vidkroniga tallar som var mellan 200 och 300 år. På östra sidan av ön finns tallnaturskog. Där har sällsynta och hotade eller regionalt ovanliga vedsvampar hittats. Exempel på sådana är ullticka, violmussling, doftskinn, rosenticka, ostticka, lysticka, trådticka, glasticka, laxticka och kristallticka.